# Вулька-Дронжджевська
Вулька-Дронжджевська (пол. Wólka Drążdżewska) — село в Польщі, у гміні Красносельц Маковського повіту Мазовецького воєводства.
Населення — 243 особи (2011).
У 1975-1998 роках село належало до Остроленцького воєводства.

## Демографія
Демографічна структура станом на 31 березня 2011 року:
|          | Загалом | Допрацездатний вік | Працездатний вік | Постпрацездатний вік |
| -------- | ------- | ------------------ | ---------------- | -------------------- |
| Чоловіки | 120     | 23                 | 78               | 19                   |
| Жінки    | 123     | 26                 | 62               | 35                   |
| Разом    | 243     | 49                 | 140              | 54                   |